# Laurell K. Hamilton
Pour les articles homonymes, voir Hamilton.
Œuvres principales
- Série Anita Blake
- Série Meredith Gentry

Laurell Kaye Hamilton, née le 19 février 1963 à Heber Springs en Arkansas, est une écrivaine américaine de romans d'horreur et de fantasy. Née dans la petite ville de Heber Springs dans l'Arkansas, elle a grandi à Sims dans l'Indiana et réside actuellement dans le comté de St. Louis dans le Missouri.

## Carrière littéraire
Laurell K. Hamilton est principalement l'auteur de deux séries de romans :Anita Blake, commencée en 1993, et Meredith Gentry, commencée en 2000. L'une et l'autre séries se déroulent, à notre époque, aux États-Unis, dans un monde où la magie est monnaie courante et où l'existence des monstres est connue des humains. Les deux mondes se côtoient et ont ainsi de nombreux rapports et échanges tout en demeurant foncièrement étrangers l'un à l'autre.
Les deux séries sont assez proches par leurs thématiques en dépit de quelques différences. Dans la série Anita Blake, les créatures garous (loups, rats, panthères etc.) et les vampires essaient de s'intégrer à la société humaine et d'y exercer un travail malgré le climat de méfiance qui les environne. Dans la série Meredith Gentry, les elfes (appelés sidhes) de lumière et les elfes ténébreux vivent séparés des hommes dont ils fuient la curiosité afin de conserver la pureté de leur race mourante dans le refuge de leur dernier territoire.
Parfois comparés à Buffy pour leur caractère batailleur, les personnages principaux de Laurell K. Hamilton s'en démarquent toutefois par quelques aspects plus sombres. Les deux séries baignent en effet dans une ambiance de sensualité et de fantastique où les rapports sado-masochistes sont la règle des relations entre les personnages. Cet aspect très particulier constitue certainement la grande originalité de l'œuvre de Laurell K. Hamilton.
Les douze premiers volumes de la série Anita Blake, et les deux premiers de Merry Gentry ont été pendant un temps publiés par Pocket, entre 2002 et 2004. Aujourd'hui, les éditions Bragelonne, spécialisées dans les genres de l'imaginaire, ont repris Anita Blake. Ils ont ainsi réédité les neuf premiers tomes chez Milady (label de Bragelonne). Les suivants, complètement inédits en français, sont édités au fur et à mesure, en grand format, chez Milady pour les tomes 10 à 12 puis chez Bragelonne à partir du tome 13. D'autre part, Merry Gentry est à présent traduit et publié par les éditions J'ai lu.
Laurell K. Hamilton a refusé que ses romans fassent l'objet de fanfictions.

## Œuvres

### SérieAnita Blake
1. Plaisirs Coupables, Pocket coll. « Terreur » no 9277, 2002 ((en) Guilty Pleasures, 1993)Réédité chez Fleuve noir en 2004 puis chez Milady en 2009
2. Le Cadavre rieur, Pocket coll. « Terreur » no 9278, 2002 ((en) The Laughting Corpse, 1994)Réédité chez Fleuve noir en 2004 puis chez Milady en 2009
3. Le Cirque des damnés, Pocket coll. « Terreur » no 9279, 2002 ((en) Circus of the Damned, 1995)Réédité chez Milady en 2009
4. Lunatic Café, Pocket, 2002 ((en) The Lunatic Café, 1996)Réédité chez Milady en 2009
5. Le Squelette sanglant, Fleuve noir, 2003 ((en) Bloody Bones, 1996)Réédité chez Milady en 2009
6. Mortelle Séduction, Fleuve noir, 2004 ((en) The Killing Dance, 1997)Réédité chez Milady en 2009
7. Offrande brûlée, Fleuve noir, 2004 ((en) Burnt offerings, 1998)Réédité chez Milady en 2009
8. Lune bleue, Fleuve noir, 2005 ((en) Blue Moon, 1998)Réédité chez Milady en 2009
9. Papillon d'obsidienne, Fleuve noir, 2006 ((en) Obsidian Butterfly, 2000)Réédité chez Milady en 2009
10. Narcisse enchaîné, Milady, 2009 ((en) Narcissus in Chains, 2001)Réédité chez Milady en 2010
11. Péchés céruléens, Milady, 2010 ((en) Cerulean Sins, 2003)Réédité chez Milady en 2011
12. Rêves d'Incube, Milady, 2010 ((en) Incubus Dreams, 2004)Réédité chez Milady en 2012
13. Micah, Bragelonne, 2011 ((en) Micah, 2005)Réédité chez Milady en 2012
14. Danse macabre, Bragelonne, 2011 ((en) Danse Macabre, 2006)Réédité chez Milady en 2012
15. Arlequin, Bragelonne, 2012 ((en) The Harlequin, 2007)Réédité chez Milady en 2013
16. Sang noir, Bragelonne, 2012 ((en) Blood Noir, 2008)Réédité chez Milady en 2013
17. Jeux de fauves, Bragelonne, 2013 ((en) Skin Trade, 2009)Réédité chez Milady en 2013
18. Flirt, Bragelonne, 2013 ((en) Flirt, 2010)Réédité chez Milady en 2014
19. Coups de feu, Bragelonne, 2014 ((en) Bullet, 2010)Réédité chez Milady en 2014
20. Liste noire, Bragelonne, 2014 ((en) Hit List, 2011)Réédité chez Milady en 2015

- (en) Beauty, 2012

1. Baiser rebelle, Bragelonne, 2015 ((en) Kiss the Dead, 2012)Réédité chez Milady en 2015
2. Affliction, Bragelonne, 2015 ((en) Affliction, 2013)Réédité chez Milady en 2016

- (en) Dancing, 2013

1. Jason, Bragelonne, 2016 ((en) Jason, 2014)Réédité chez Milady en 2016
2. Cœur de glace, Bragelonne, 2016 ((en) Dead Ice, 2015)Réédité chez Milady en 2017
3. Mort écarlate, Bragelonne, 2017 ((en) Crimson Death, 2016)Réédité chez Milady en 2017
4. Serpentine, Milady, 2018 ((en) Serpentine, 2018)Réédité chez Milady en 2019
5. Jeu dangereux, Milady, 2021 ((en) Sucker Punch, 2020)Réédité chez Milady en 2022
6. Rafael, Milady, 2022 ((en) Rafael, 2021)Réédité chez Milady en 2022
7. (en) Smoulder, 2023
8. (en) Slay, 2023

### SérieMeredith Gentry
La série a été rebaptisée Merry Gentry lors de sa réédition chez J'ai lu.
1. Le Baiser des ombres, Fleuve noir, collection Fantasy n° 5838, 2003 ((en) A Kiss Of Shadows, 2000)Réédité chez Pocket en 2003 puis chez J'ai lu en 2010
2. La Caresse de l'aube, Fleuve noir, coll. Rendez-vous ailleurs, 2004 ((en) A Caress of Twilight, 2002)Réédité chez J'ai lu en 2010
3. L'Éclat envoûtant de la Lune, J'ai lu, 2010 ((en) Seduced by Moonlight, 2004)
4. Les Assauts de la nuit, J'ai lu, 2010 ((en) A Stroke of Midnight, 2005)
5. Sous le souffle de Mistral, J'ai lu, 2011 ((en) Mistral's Kiss, 2006)
6. L'Étreinte mortelle, J'ai lu, 2011 ((en) A Lick of Frost, 2007)
7. Les Ténèbres dévorantes, J'ai lu, 2011 ((en) Swallowing Darkness, 2008)
8. Péchés divins, J'ai lu, 2011 ((en) Divine Misdemeanors, 2009)
9. Frisson de lumière, J'ai lu, 2015 ((en) A Shiver of Light, 2014)

### UniversStar Trek

#### Star Trek: La Nouvelle Génération
- (en) Nightshade, 1992

### UniversRavenloft
1. Mort d'un sombre seigneur, Fleuve noir, 1998 ((en) Death of a Darklord, 1995)Réédité chez Milady en 2009

### SérieZaniel Havelock
1. La Tentation des anges, Milady, 2022 ((en) A Terrible Fall of Angels, 2021)

### Romans indépendants
- (en) Nightseer, 1992
- (en) A Clean Sweep, 1995